# Joke Folmer
Johanna Maria (Joke) Folmer  (Hoofddorp, 9 juli 1923 – Schiermonnikoog, 11 december 2022) was een Nederlands verzetsstrijdster. 
Kort na haar geboorte ging Folmer mee met haar ouders naar Nederlands-Indië. Daar bleef ze tot haar zestiende. Ten tijde van de Duitse aanval op Nederland in 1940 was zij zeventien jaar en zat op het Christelijk Lyceum in Zeist. Via het bezorgen van huiswerk bij een Joods vriendinnetje kwam zij in contact met het verzet en werd koerierster voor de groep Fiat Libertas. Zij smokkelde meer dan driehonderd mensen over de grens, onder wie 120 geallieerde piloten. 
In september 1943 werd de groep verraden en langzaam maar zeker opgerold. Joke Folmer werd ter dood veroordeeld en opgesloten in o.a het Oranjehotel, de gevangenis in Utrecht en Kamp Vught. Haar executie werd verhinderd door de ontruiming van het kamp op Dolle Dinsdag. Zij ging als Nacht-und-Nebelgevangene naar een opeenvolging van Duitse gevangenissen, onder andere Waldheim. Doordat ze vaak op transport was hebben haar doodvonnis-papieren haar nooit ingehaald. De gevangenen uit Waldheim werden op 6 mei 1945 door de Russen bevrijd. Haar terugreis naar Nederland wordt beschreven in het boek 'The Walls Came Tumbling Down (De muren vielen om)' van Jet Roosenburg.
Na de oorlog organiseerde ze samen met Nel Lind reünies waarbij Britse en Canadese luchtmachtveteranen nog eens de vluchtroutes aflegden van Nederland naar de Zwitserse of Spaanse grenzen. 
Folmer overleed op Schiermonnikoog op 99-jarige leeftijd. Ze is gecremeerd op 17 december 2022.

## Onderscheidingen

Medal of Freedom met gouden palm

Voor haar verzetswerk kreeg Joke Folmer de volgende onderscheidingen:
- de Amerikaanse Medal of Freedom met gouden palm (1946) en was na het overlijden in 2014 van Peter van den Hurk de enige nog levende Nederlandse drager van de Medal of Freedom met gouden palm;
- de Britse George Medal (1947);
- de Bronzen Leeuw (1951);
- het Verzetsherdenkingskruis;
- het Croix du Combattant;
- het ereburgerschap van Toronto;
- het ereburgerschap  van Schiermonnikoog.

## Familie
- Haar neef Jan Folmer was lid van de Waffen-SS.[4]